# Luna Park (Film)
Luna Park (Originaltitel russisch Луна-парк) ist ein französisch-russischer Film aus dem Jahr 1992.
Er wurde erstmals am 9. September 1992 auf den Filmfestspielen von Cannes in Frankreich sowie vier Tage später auf dem Toronto Film Festival in Kanada gezeigt. In Deutschland wurde der Film auf Deutsch synchronisiert und am 11. Februar 1993 veröffentlicht. Am 21. Januar 1994 wurde er in den USA bei New York Films veröffentlicht.

## Handlung
Der Film spielt in Russland vor der Wende und zeichnet die Geschichte von Andrei, einem antisemitischen Skinhead, der die radikale Gang Säuberer anführt. Dessen Mitglieder hetzen gegen Andersdenkende: Biker, Juden, Schwule, Langhaarige. Nach einem Einbruch in ein Archiv findet Andrei heraus, dass sein Vater der bekannte jüdische Musiker und Lebenskünstler Naum ist. Anfangs geschockt von dieser Information, beginnt Andrei, sich mit seinen Wurzeln auseinanderzusetzen. Nach einigen Begegnungen, bei denen es zu Streit kommt, beginnt sich langsam eine normale Beziehung zwischen Vater und Sohn aufzubauen. Doch Andrei muss bald feststellen, dass ihn seine eigene, antisemitische Vergangenheit einholt. Als seine Freunde erfahren, dass er Jude ist, wird er plötzlich zum Gejagten.

## Auszeichnungen
Der Komponist Isaak Schwarz gewann den Nika-Filmpreis der russischen Filmkunst-Akademie für die Filmmusik.